# Cruz de Omitlán
Cruz de Omitlán är en ort i Mexiko.   Den ligger i kommunen Omitlán de Juárez och delstaten Hidalgo, i den sydöstra delen av landet, 100 km nordost om huvudstaden Mexico City. Cruz de Omitlán ligger 2 614 meter över havet och antalet invånare är 302.
Terrängen runt Cruz de Omitlán är lite bergig. Runt Cruz de Omitlán är det ganska tätbefolkat, med 93 invånare per kvadratkilometer. Närmaste större samhälle är Pachuca de Soto, 12,5 km väster om Cruz de Omitlán. I omgivningarna runt Cruz de Omitlán växer i huvudsak blandskog.